# Alexandra Bortitch
Alexandra Nikolaïevna Bortitch (russe : Алекса́ндра Никола́евна Бо́ртич) ou Aliaxandra Mikalaïewna Bortsitch (biélorusse : Аляксандра Мікалаеўна Борціч), née le 24 septembre 1994, est une actrice russo-biélorusse connue pour ses rôles dans Dukhless 2 (2015), Viking (2016) et Je perds du poids (2018),.

## Biographie
Alexandra Bortitch est née à Svietlahorsk, rayon de Svietlahorsk, région de Gomel, en Biélorussie. Ses parents ont divorcé quand elle avait trois ans. À la suite du divorce, elle a déménagé chez sa grand-mère à Grodno. Sa mère s'est remariée quand elle avait dix ans. Elle a terminé l'école à Moscou. Dans son enfance, elle a joué de divers instruments, en particulier le saxophone à l'école de musique.
En dixième année, elle est allée au studio de théâtre du Palais des Pionniers. C'est là qu'elle a réalisé qu'elle voulait devenir actrice. Cependant, elle n'a pas réussi à entrer à l'institut de théâtre. Puis elle est allée étudier dans une université pédagogique qu'elle a très vite quittée,.
Elle a travaillé comme serveuse dans un bar pendant près d'un an. Parallèlement à son travail, elle a auditionné pour des rôles dans diverses séries télévisées,.

### Carrière
Son ascension a commencé au casting de la série Defftchonki (ru) (2012), où elle a été remarquée par la réalisatrice Niguina Saïfoullaïeva qui l'a invitée pour le rôle de Sacha dans le film Nomme-moi (2014).
En 2014, à la suite de la sélection compétitive de jeunes interprètes, elle a reçu un rôle majeur dans le drame psychologique Nomme-moi (2014) de Niguina Saïfoullaïeva. Le film a reçu le prix principal au 11e Festival international du film Baltic Debuts à Svetlogorsk, dans l'oblast de Kaliningrad, anciennement Rauschen en province de Prusse-Orientale, et un prix spécial « Pour le souffle léger et l'intégrité artistique » au 25e Festival ouvert du film russe Kinotavr à Sotchi. Le film a été présenté au 20e Festival international de films sur les droits de l'homme Stalker à Moscou et au Festival international du film de Saint-Sébastien, en Espagne.
Elle a joué dans le film De l'amour d'Anna Melikian en 2015, qui lui a valu une reconnaissance accrue auprès du public. Le film a reçu le prix principal du 26e Festival ouvert russe du film de Sotchi Kinotavr.
Elle a joué dans le film L'Insaisissable en 2015, dans lequel elle fait le tour de Moscou nue à cheval. Elle a également joué dans la suite, L'Insaisissable : Jackpot, qui est sortie en 2016.
En 2016, elle a joué Rogneda de Polotsk dans le film d'action historique Viking. La même année, elle a joué dans la série La Police de Roubliovka. En outre, le public l'a vue dans la série Chacal (2016) - la suite de la trilogie populaire des séries Mosgaz (2012) et Bourreau (2014).
Elle a joué le rôle principal dans le film comique de 2018 Je perds du poids, pour le rôle duquel elle a dû gagner puis perdre 20 kg.
En 2021, elle apparaît dans le clip vidéo Elasticity de Serj Tankian.

### Vie privée
Elle était en couple avec l'acteur russe Ilya Malanine. Ils se sont rencontrés sur le tournage du film L'Insaisissable (2015). Fin 2016, Bortitch et Malanine se sont séparés.
En 2016, elle a épousé le rappeur Viatcheslav Vorontsov et le mariage s'est terminé par un divorce en 2018.
En août 2020, elle donne naissance à un fils, Alexandre, avec Evgueni Savelev, un entrepreneur russe, diplômé de l'école de management Skolkovo de Moscou et fondateur du réseau des écoles d'art oratoire LE ROI PARLE, possédant douze succursales dans cinq villes.
Elle s'est exprimée en faveur du départ d'Alexandre Loukachenko, le controversé président biélorusse, sur son compte Instagram.

## Dans les médias
Selon le portail cinématographique KinoPoisk, Alexandra Bortitch est l'actrice la plus populaire de l'année 2017.

## Filmographie

### Cinéma
- 2014 : Comment je m'appelle : Sacha
- 2015 : Dukhless 2 : Aliona Smirnova
- 2015 : L'insaisissable : Kira
- 2015 : De l'amour : Sacha
- 2015 : L'Insaisissable: Dernier héros : Kira
- 2016 : L'Insaisissable: Jackpot : Kira
- 2016 : Viking, la naissance d'une nation : Rogneda Rogvolodovna
- 2017 : De l'amour 2 : Seulement pour adultes
- 2017 : Allumer! : Jenia
- 2018 : Je perds du poids : Anna "Ania" Koulikova
- 2018 : Provodnik : Katia Kaloujskikh
- 2018 : Policier de Roubliovka. Grabuge au Nouvel an : Nika
- 2019 : Maîtresses : Alissa
- 2019 : Braquage à Monte-Carlo : Lioudmila "Liouda"
- 2019 : Gosse de riche (Холоп) de Klim Chipenko : Elizaveta "Liza"
- 2021 : À résidence (Дело) d'Alexeï Alexeïevitch Guerman
- 2022 : Qui est là?
- 2023 : Danse, petit hareng!

### Télévision
- 2016—2018 : Policier de Roubliovka : Nika
- 2016 : Chacal : Nioura Gorbatova
- 2016 : Pour épouser Pouchkine : Lena Sazonova
- 2017 : Philfac : Lena Ossokina
- 2017 : Vous me mettez tous en colère : Sveta
- 2017 : Animaux domestiques : Alissa
- 2018 : Une femme ordinaire, série télévisée par Boris Khlebnikov (2018) et Natalia Mechtchaninova (2021) : Zhenya
- 2023 : Fischer : Natalia Dobrovolskaya

## Prix et nominations
- 2014 : Prix de la meilleure actrice (avec Marina Vasilyeva) au XXII Festival du cinéma russe de Honfleur, pour son rôle dans «Comment je m'appelle».
- 2015 : Prix "Alexander Abdulov", "Meilleure actrice dans un premier film russe" (avec Marina Vasilyeva) au XIII Festival international du film de débuts cinématographiques à Khanty-Mansiysk, pour son rôle dans le film «Comment je m'appelle».
- 2015 : Prix de la meilleure actrice dans un second rôle du XXII Festival international des acteurs du cinéma "Constellation", organisé par la guilde des acteurs du cinéma de Russie — pour son rôle dans le film "Sans âme 2"[8].
- 2018 : Premier prix et titre de «Femme de l'année», du prix «Femme de l'année» organisé par "Glamour"[9].